# ريكوبا سودأمريكانا 2017
ريكوبا سودأمريكانا 2017 هو الموسم 25 من  ريكوبا سودأمريكانا. أشرف على تنظيمه كونميبول، وكان عدد الأندية المشاركة فيه  2، وفاز فيه أتلتيكو ناسيونال.